# 서간시

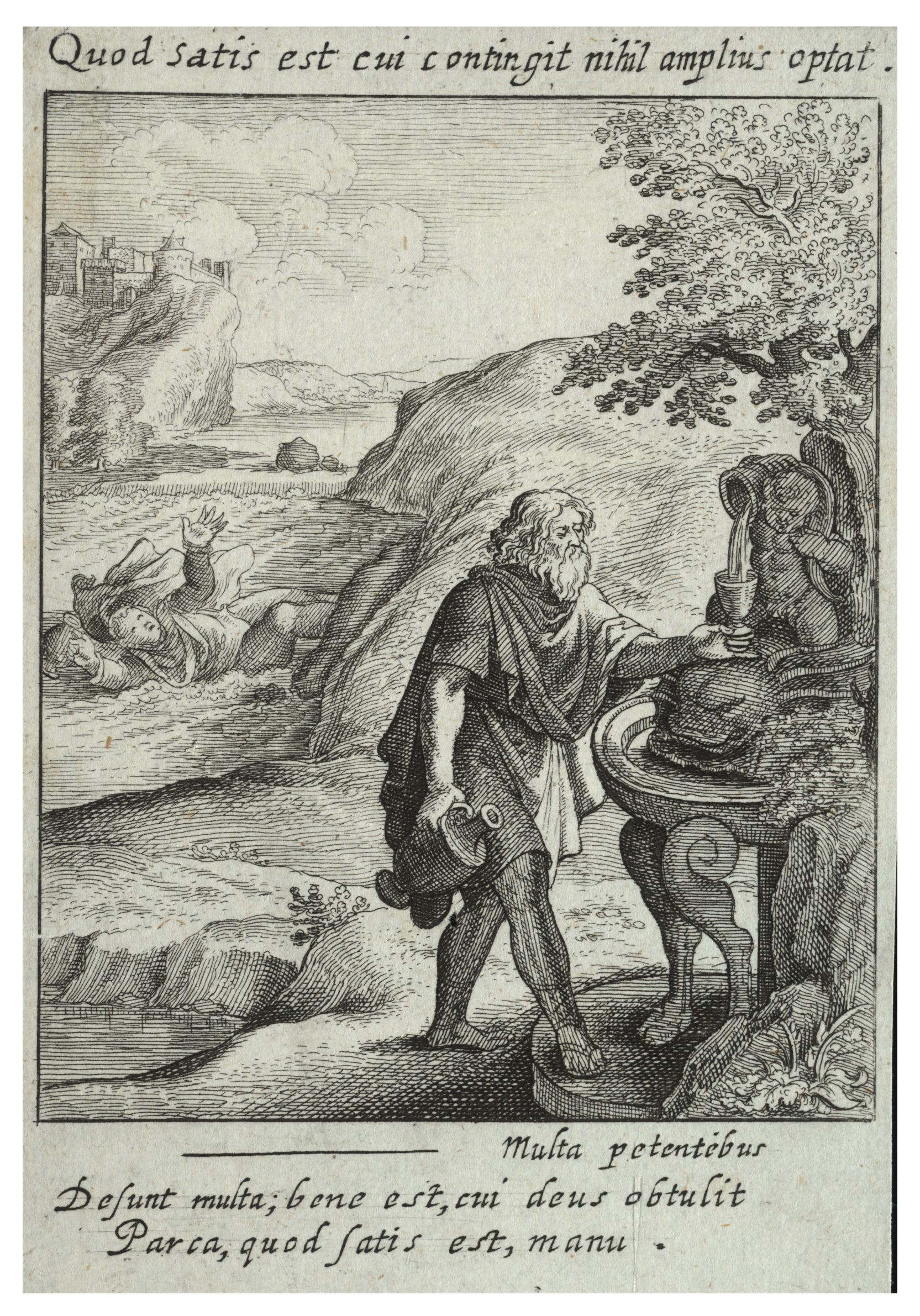

서간시(Epistulae)는 호라티우스의 작품이다. 20개의 서간형식으로 된(전20) 것으로 <풍자시>와 마찬가지로 헥사미타로 쓰여져 특정인에게 봉정되고 있다. 다만 이론을 불특정의 독자에게 설파하는 것이 아니라 친한 사람들에게 이야기하는 형식으로 사상을 개진(開陣)하고 있다. 작품의 중심은 에피쿠로스파가 말하는 아무것에도 동요되지 않는 중용의 덕과 정신적 행동에 있었다.
- 제1권 Epistularum liber primus (20 BCE)
- 제2권 Epistularum liber secundus (14 BCE)

제2권은 같은 형식으로 쓰여 있으나 주제는 문예비평으로 되어 있고, 제3권은 <아르스 포에티가(Ars Poetica)>(詩論)의 이름으로 알려져 있다.